# Erzbischöfliche Kapelle (Ravenna)

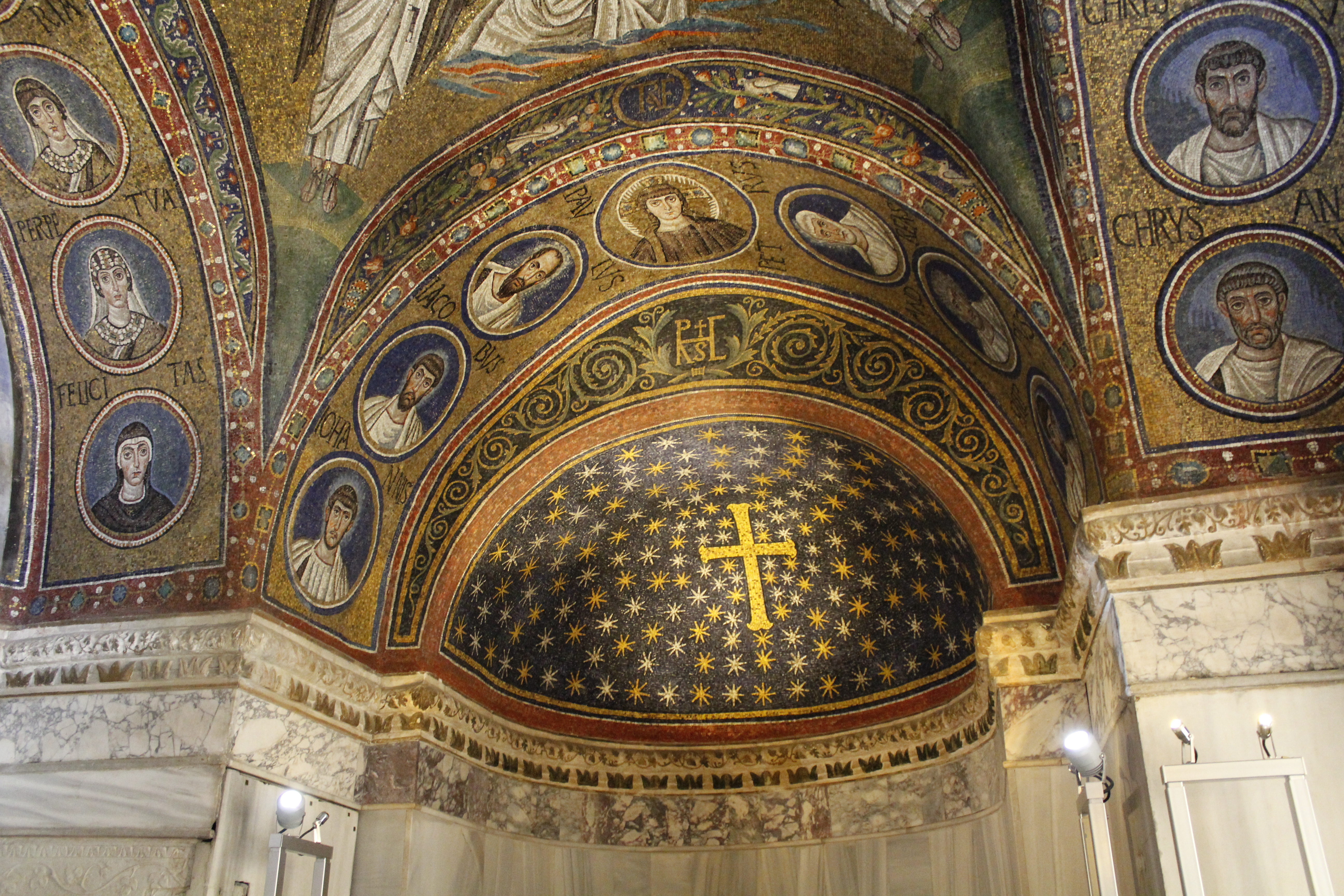
Inneres der Erzbischöflichen Kapelle

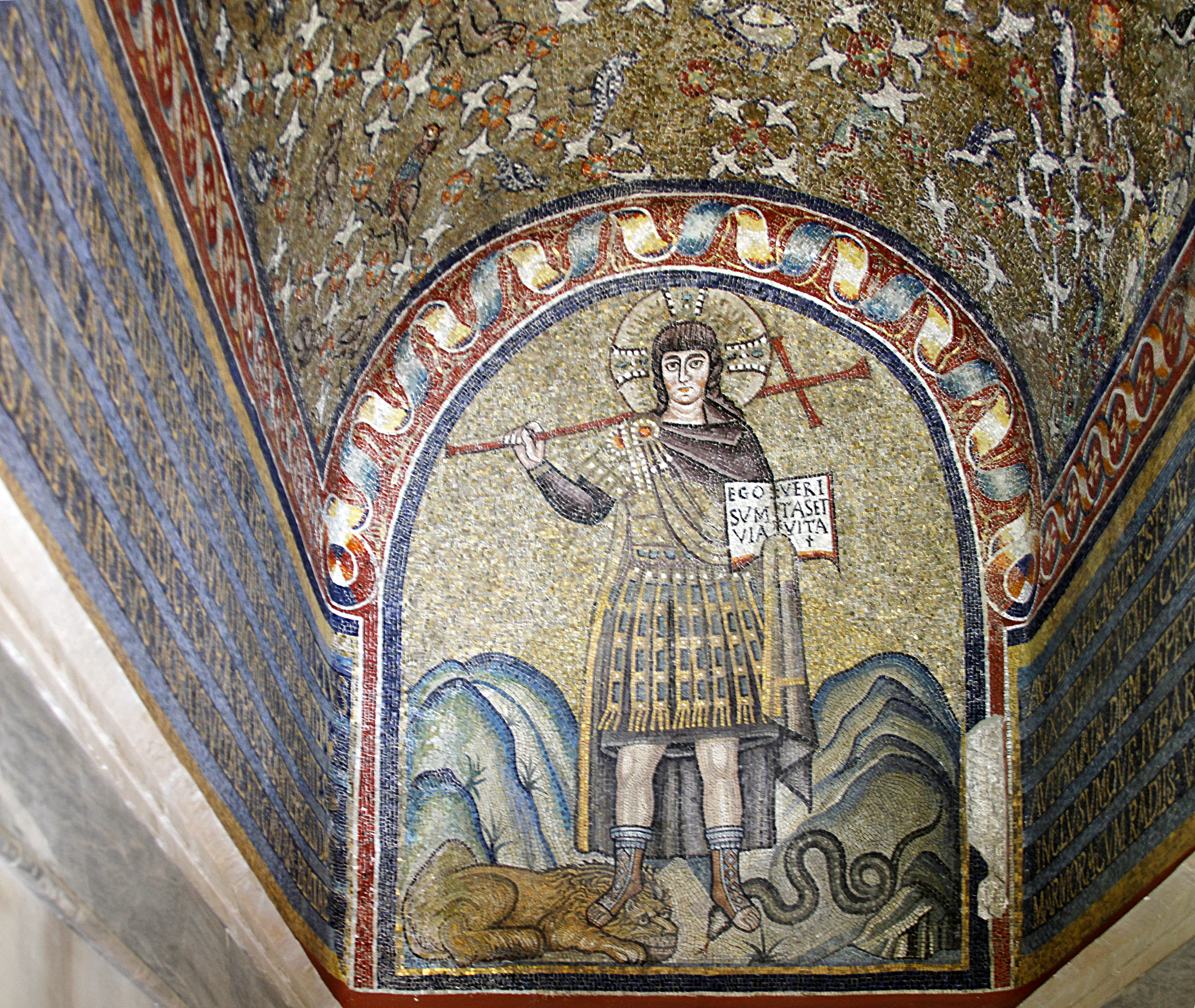
Mosaik in der Erzbischöflichen Kapelle

Die Erzbischöfliche Kapelle (Cappella Arcivescovile) befindet sich im ersten Stock des Erzbischöflichen Palastes von Ravenna und gehört heute zum  Erzbischöflichen Museum. Sie ist teilweise mit Mosaikarbeiten ausgeschmückt. Sie war das private Oratorium trinitarischer Bischöfe seit Beginn des 6. Jahrhunderts. Gewöhnlich wird sie Petrus Chrysologus zugeschrieben, der 433–450 Erzbischof von Ravenna war, jedoch wurde sie erst von Petrus II. erbaut, der das Amt 494–519 innehatte. 
Die Kapelle ist von kreuzförmigem Grundriss. Die Mosaike wurden schon beim Bau oder bald danach angefertigt. Heute ist die Kapelle dem Apostel Andreas geweiht, sie war jedoch ursprünglich Jesus Christus gewidmet. Dies bezeugt die Lünette über der Tür zum Vestibül, auf der Christus in der Kleidung eines römischen Feldherrn dargestellt ist, wie er auf eine Schlange und einen Löwen tritt. Die unteren Teile der Wand sind mit Marmorplatten verkleidet. Das übrige Innere der Kapelle war mit reichen Mosaiken in der Art von Bildteppichen ausgekleidet, die im Gewölbe erhalten sind, ansonsten jedoch im 16. Jahrhundert von dem manieristischen Maler Luca Longhi durch Temperamalereien ersetzt wurden.
In der Bewertung der Kapelle als UNESCO-Weltkulturerbe durch das ICOMOS heißt es: „Die Bedeutung dieses Bauwerks liegt in der Tatsache, dass es als einziges privates frühchristliches Oratorium bis zum heutigen Tag erhalten geblieben ist. Seine Ikonografie ist wichtig wegen ihrer stark anti-arianischen Symbolik.“